# 加龙河畔罗克福尔
加龍河畔罗克福尔（法語：Roquefort-sur-Garonne，法語發音：[ʁɔkfɔʁ syʁ ɡaʁɔn]）是法国上加龙省的一个市镇，属于圣戈当区。

## 地理
加龙河畔罗克福尔（43°9'52"N, 0°58'26"E）面积13.56 平方千米，位于法国奧克西塔尼大區上加龙省，该省份为法国西南部内陆省份，西南端与西班牙接壤，自此顺时针与上比利牛斯省、热尔省、塔恩-加龙省、塔恩省、奥德省和阿列日省接壤。
与加龙河畔罗克福尔接壤的市镇（或旧市镇、城区）包括：马特尔托洛萨讷、欧桑、科曼日地区贝尔贝兹、布桑斯、卡萨涅、芒西乌、莫朗、萨拉特河畔马泽尔、科曼日地区蒙克拉尔、圣马托里。

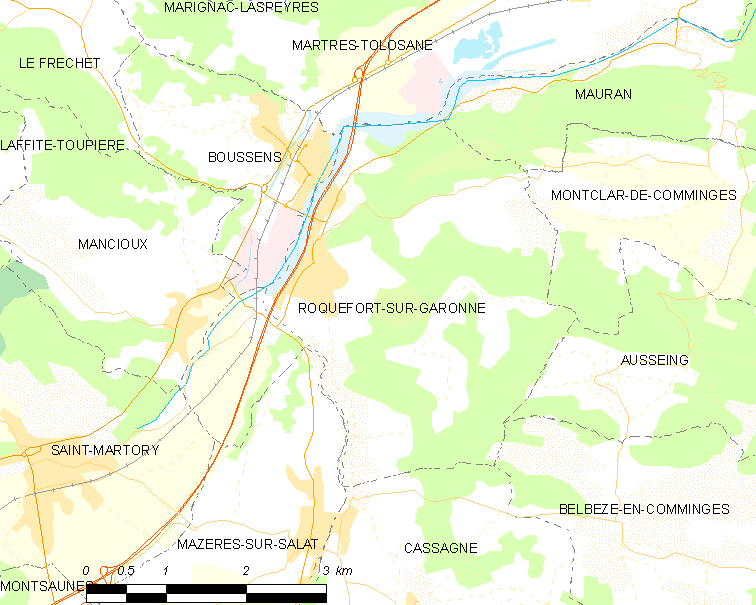
加龙河畔罗克福尔的OSM定位图

加龙河畔罗克福尔的时区为UTC+01:00、UTC+02:00（夏令时）。

## 行政
加龙河畔罗克福尔的邮政编码为31360，INSEE市镇编码为31457。

## 政治
加龙河畔罗克福尔所属的省级选区为巴涅尔德吕雄县。

## 人口

1962-2008年间加龙河畔罗克福尔人口变化图示

加龙河畔罗克福尔于2022年1月1日时的人口数量为799人。